# Elio Piccon
Elio Piccon (Bordighera, 15 gennaio 1925 – Roma, 6 marzo 1988) è stato un regista italiano.

## Biografia
Elio Piccon nasce a Bordighera nel 1925. A 18 anni, nel 1943, accede al Centro sperimentale di cinematografia di Roma, diventando in breve l'assistente di Ubaldo Arata e, a corso completato, inizia la sua attività come assistente prima e come operatore alla macchina poi.
Il suo primo documentario è Magia del trucco (1948). Di lì a tre anni è direttore della fotografia dei documentari settimanali di attualità di “Mondo Libero” prodotti dalla Astra Cortometraggi. Nello stesso anno realizza Tre tempi di cinema astratto, un cortometraggio a colori di cui cura la regia, l'organizzazione, la fotografia e la produzione fondando con suo fratello la Piccon Film.
Nel 1960 Elio Piccon dirige il documentario Italia 61, film voluto dalla FIAT per le celebrazioni del centenario dell'Unità d'Italia. L'obiettivo è quello di portare sullo schermo il cosiddetto miracolo economico.
Nel 1965 Piccon gira L'antimiracolo, prodotto dalla Vides Cinematografica di Franco Cristaldi; a partire dal 1967 gira numerosi altri documentari sempre nel Gargano e contemporaneamente lavora per la San Paolo Film, casa di distribuzione per la quale aveva già diretto il film Ho ritrovato mio figlio nel 1955. In collaborazione con la Rai e con la San Paolo Film gli viene affidata la supervisione di Le avventure di Pinocchio di Luigi Comencini (1972).
Piccon muore a Roma nel 1988.

## Filmografia
- Magia del trucco (1948)
- Gas di città (1949)
- Domani, un altro giorno (1949)

Set del film-documentario L'antimiracolo

- Tre tempi di cinema astratto (1951)
- Espressione mimica (1952)
- Ho ritrovato mio figlio (1955)
- C'era una volta (1955)
- Pitture di ragazzi (1955)
- Spirito Santo (1955)
- Illusioni ottiche (1955)
- Un manto azzurro (1956)
- La valle santa (1957)
- Pietro è qui (1960)
- In cammino (1961)
- Italia 61 (1961)
- L'antimiracolo (1965)
- Fatima speranza del mondo (1967)
- Il pantano (1967)
- Il padrone (1967)
- Cavalli ciechi (1967)
- Il campo (1968)
- La scoperta (1969)
- Checchella (1969)
- Due stelle (1969)
- Gli uccelli del cielo (1969)
- Statale 89 (1969)
- Aniello e Neleta (1970)
- Non la toccate è infettiva (1970)
- Le magiche polveri (1970)
- Il Rimorso (1970)
- Dove sono (1973)
- E voi, chi dite che io sia? (1977)